# 夜の歌 (エルガー)
『夜の歌』（よるのうた、仏: Chanson de Nuit ）作品15-1は、エドワード・エルガーが作曲したヴァイオリンとピアノのための楽曲。後に作曲者自身の手によって管弦楽編曲された。1889年から1890年頃に作曲されたことはほぼ確実であろうと考えられているが、初版の年は1897年である。
この曲と対を成す『朝の歌』作品15-2とはしばしば比較され、本作の方が出来がよい曲であるとされる。曲はウスターシャー・フィルハーモニック協会管弦楽団で第1ヴァイオリンを弾いていたFrank Ehrke医師に献呈された。
原曲版と管弦楽版が最も知られるが、他に作曲者自身によるチェロとピアノ、ヴィオラとピアノのための編曲がある。またエルガーの友人であったハーバート・ブリュワーによるオルガン版も存在する。

## 楽曲構成
アンダンテ 4/4拍子 ト長調
ピアノが奏でる落ち着いた和音の伴奏に乗り、ヴァイオリンが息の長い旋律を奏でる（譜例）。

譜例
演奏時間は約3分半。

## 管弦楽版
管弦楽編曲版の初版は1899年に出版された。『朝の歌』とともに1901年9月14日のクイーンズ・ホールにおいて、ヘンリー・ウッドが指揮するプロムナード・コンサートで初演された。
楽器編成はフルート、オーボエ、クラリネット2、ファゴット、ホルン2、ハープ、弦五部。『朝の歌』も同じ編成となっている。